# Winter World University Games 2025/Teilnehmer (Deutschland)
| Gelbes Symbol für Goldmedaillen mit stilisierten Olympischen Ringen | Graues Symbol für Silbermedaillen mit stilisierten Olympischen Ringen | Braundes Symbol für Bronzemedaillen mit stilisierten Olympischen Ringen |
| ------------------------------------------------------------------- | --------------------------------------------------------------------- | ----------------------------------------------------------------------- |
| 6                                                                   | 9                                                                     | 8                                                                       |

Deutschland nahm mit 53 Athleten (35 Männer, 18 Frauen) an den Winter World University Games 2025 in Turin teil.

## Medaillen

### Medaillenspiegel
| Rang   | Sportart         | Gold | Silber | Bronze | Gesamt |
| ------ | ---------------- | ---- | ------ | ------ | ------ |
| 1      | Para Skilanglauf | 4    | 4      | —      | 8      |
| 2      | Skibergsteigen   | 1    | 1      | 2      | 4      |
| 3      | Skilanglauf      | 1    | —      | –      | 1      |
| 4      | Para Ski Alpin   | —    | 3      | 2      | 5      |
| 5      | Curling          | —    | 1      | —      | 1      |
| 6      | Snowboard        | —    | —      | 2      | 2      |
| 7      | Biathlon         | —    | —      | 1      | 1      |
| 7      | Freestyle-Skiing | —    | —      | 1      | 1      |
| Gesamt | Gesamt           | 6    | 9      | 8      | 23     |

### Medaillengewinner
| Name/n                         | Sportart         | Wettkampf                   |
| ------------------------------ | ---------------- | --------------------------- |
| Gold                           |                  |                             |
| Leonie Walter                  | Para Skilanglauf | 10 km Freistil              |
| Leonie Walter                  | Para Skilanglauf | 1 km Sprint klassisch       |
| Marco Maier                    | Para Skilanglauf | 10 km Freistil              |
| Marco Maier                    | Para Skilanglauf | 1 km Sprint klassisch       |
| Finn Hösch                     | Skibergsteigen   | Sprint                      |
| Miriam Reisnecker Marius Bauer | Skilanglauf      | Teamsprint Freistil         |
| Silber                         |                  |                             |
| Klaudius Harsch Kim Sutor      | Curling          | Mixed-Doubles               |
| Johanna Recktenwald            | Para Skilanglauf | 10 km Freistil              |
| Johanna Recktenwald            | Para Skilanglauf | 1 km Sprint klassisch       |
| Lennart Volkert                | Para Skilanglauf | 10 km Freistil              |
| Lennart Volkert                | Para Skilanglauf | 1 km Sprint klassisch       |
| Alexander Rauen                | Para Ski Alpin   | Super-G (Sehbehindert)      |
| Alexander Rauen                | Para Ski Alpin   | Riesenslalom (Sehbehindert) |
| Luisa Grube                    | Para Ski Alpin   | Riesenslalom (Sehbehindert) |
| Felix Gramelsberger            | Skibergsteigen   | Vertical Race               |
| Bronze                         |                  |                             |
| Hanna Weese                    | Freestyle-Skiing | Moguls                      |
| Umito Kirchwehm                | Snowboard        | Snowboardcross              |
| Leon Gensert                   | Para Ski Alpin   | Super-G (Sitzend)           |
| Leon Gensert                   | Para Ski Alpin   | Riesenslalom (Sitzend)      |
| Felix Gramelsberger            | Skibergsteigen   | Sprint                      |
| Sophia Weißling Finn Hösch     | Skibergsteigen   | Staffel                     |
| Moritz Breu                    | Snowboard        | Big Air                     |
| Luise Müller                   | Biathlon         | 12,5 km Massenstart         |

## Teilnehmer nach Sportarten

### Biathlon
| Athleten                                | Wettbewerbe          | Zeit        | Fehler        | Rang   |
| --------------------------------------- | -------------------- | ----------- | ------------- | ------ |
| Frauen                                  |                      |             |               |        |
| Luise Müller                            | 7,5 km Sprint        | 24:00,6 min | 4 (2+2)       | 6      |
| Luise Müller                            | 10 km Verfolgung     | 39:50,7 min | 5 (0+2+2+1)   | 7      |
| Luise Müller                            | 12,5 km Massenstart  | 42:26,0 min | 2 (0+0+2+0)   | Bronze |
| Luise Müller                            | 12,5 km Einzel       | 39:43,5 min | 5 (0+2+1+2)   | 6      |
| Männer                                  |                      |             |               |        |
| Janik Löw                               | 10 km Sprint         | 25:13,4 min | 2 (0+2)       | 19     |
| Janik Löw                               | 12,5 km Verfolgung   | 41:37,4 min | 5 (0+1+1+3)   | 18     |
| Janik Löw                               | 15 km Massenstart    | 45:23,9 min | 5 (0+2+2+1)   | 15     |
| Janik Löw                               | 15 km Einzel         | 45:16,0 min | 8 (4+1+0+3)   | 31     |
| Frederik Madersbacher Eide              | 10 km Sprint         | 24:21,1 min | 0 (0+0)       | 11     |
| Frederik Madersbacher Eide              | 12,5 km Verfolgung   | 39:52,4 min | 1 (0+0+0+1)   | 8      |
| Frederik Madersbacher Eide              | 15 km Massenstart    | 45:13,0 min | 2 (1+0+1+0)   | 13     |
| Frederik Madersbacher Eide              | 15 km Einzel         | 40:42,1 min | 1 (0+1+0+0)   | 9      |
| Mixed                                   |                      |             |               |        |
| Frederik Madersbacher Eide Luise Müller | Single-Mixed-Staffel | 41:08,1 min | 0+9 (0+5 0+4) | 5      |

### Curling
| Wettbewerb   | Mixed-Doppel                                                                                          |
| ------------ | --- |
| Athleten     | Klaudius Harsch Kim Sutor                                                                             |
| Trainer      | Ulrich Kapp                                                                                           |
| Gruppenphase | Italien 6:5 Japan 7:4 Großbritannien 10:4 Norwegen 4:6 Vereinigte Staaten 8:3 Schweiz 10:5 Kanada 4:9 |
| Halbfinale   | Kanada 7:5                                                                                            |
| Finale       | Großbritannien 8:10                                                                                   |
| Rang         | Silber                                                                                                |

### Freestyle-Skiing
| Athleten              | Wettbewerbe | Qualifikation | Qualifikation | Finale | Finale | Rang |
| Athleten              | Wettbewerbe | Punkte        | Rang          | Punkte | Rang   | Rang |
| --------------------- | ----------- | ------------- | ------------- | ------ | ------ | ---- |
| Frauen                |             |               |               |        |        |      |
| Fernanda Becker-Ehmck | Big Air     | 66,75         | 6             | DNS    | DNS    | 6    |
| Fernanda Becker-Ehmck | Slopestyle  | 77,50         | 5             | 40,75  | 6      | 6    |

| Athleten        | Wettbewerbe | Qualifikation | Qualifikation | Finale        | Finale        | Finale        | Finale        | Rang   |
| Athleten        | Wettbewerbe | Qualifikation | Qualifikation | Runde 1       | Runde 1       | Runde 2       | Runde 2       | Rang   |
| Athleten        | Wettbewerbe | Punkte        | Rang          | Punkte        | Rang          | Punkte        | Rang          | Rang   |
| --------------- | ----------- | ------------- | ------------- | ------------- | ------------- | ------------- | ------------- | ------ |
| Frauen          |             |               |               |               |               |               |               |        |
| Annika Merz     | Moguls      | 66,36         | 7             | 70,30         | 5             | 72,24         | 4             | 4      |
| Hanna Weese     | Moguls      | 64,97         | 8             | 72,21         | 3             | 75,04         | 3             | Bronze |
| Männer          |             |               |               |               |               |               |               |        |
| Linus Merz      | Moguls      | 60,61         | 19            | ausgeschieden | ausgeschieden | ausgeschieden | ausgeschieden | 19     |
| Valentin Moritz | Moguls      | 7,42          | 23            | ausgeschieden | ausgeschieden | ausgeschieden | ausgeschieden | 23     |
| Nicolas Weese   | Moguls      | 72,93         | 6             | 73,25         | 6             | 33,34         | 6             | 6      |

| Athleten        | Wettbewerbe | Vorlauf  | Vorlauf  | Gruppenphase  | Gruppenphase  | Halbfinale    | Halbfinale    | Finale        | Finale        | Rang |
| Athleten        | Wettbewerbe | Gegner   | Ergebnis | Punkte        | Rang          | Gegner        | Ergebnis      | Gegner        | Ergebnis      | Rang |
| --------------- | ----------- | -------- | -------- | ------------- | ------------- | ------------- | ------------- | ------------- | ------------- | ---- |
| Frauen          |             |          |          |               |               |               |               |               |               |      |
| Annika Merz     | Dual Moguls | —        | —        | 6             | 4             | ausgeschieden | ausgeschieden | ausgeschieden | ausgeschieden | 13   |
| Hanna Weese     | Dual Moguls | —        | —        | DNS           | DNS           | ausgeschieden | ausgeschieden | ausgeschieden | ausgeschieden | DNS  |
| Männer          |             |          |          |               |               |               |               |               |               |      |
| Linus Merz      | Dual Moguls | Freilos  | Freilos  | 10            | 3             | ausgeschieden | ausgeschieden | ausgeschieden | ausgeschieden | =10  |
| Valentin Moritz | Dual Moguls | Russakow | DNS      | ausgeschieden | ausgeschieden | ausgeschieden | ausgeschieden | ausgeschieden | ausgeschieden | DNS  |
| Nicolas Weese   | Dual Moguls | Freilos  | Freilos  | 8             | 5             | ausgeschieden | ausgeschieden | ausgeschieden | ausgeschieden | =17  |

| Athleten     | Wettbewerbe | Qualifikation | Vorläufe | Finale | Rang |
| Athleten     | Wettbewerbe | Rang          | Rang     | Rang   | Rang |
| ------------ | ----------- | ------------- | -------- | ------ | ---- |
| Männer       |             |               |          |        |      |
| Niklas Illig | Skicross    | DNS           | DNS      | DNS    | DNS  |

### Para Ski Alpin
| Athleten           | Wettbewerbe                 | 1. Lauf      | 1. Lauf | 2. Lauf     | 2. Lauf | Gesamt      | Gesamt |
| Athleten           | Wettbewerbe                 | Zeit         | Rang    | Zeit        | Rang    | Zeit        | Rang   |
| ------------------ | --------------------------- | ------------ | ------- | ----------- | ------- | ----------- | ------ |
| Frauen             |                             |              |         |             |         |             |        |
| Luisa Grube        | Riesenslalom (Sehbehindert) | 1:27,51 min  | 2       | 1:30,89 min | 2       | 2:58,40 min | Silber |
| Männer             |                             |              |         |             |         |             |        |
| Leon Gensert       | Super-G (Sitzend)           | —            | —       | —           | —       | 1:23,71 min | Bronze |
| Leon Gensert       | Riesenslalom (Sitzend)      | 1:17,09 min  | 3       | 1:14,49 min | 3       | 2:31,58 min | Bronze |
| Christoph Glötzner | Riesenslalom (Stehend)      | 1:07,54 min  | 4       | 1:06,00 min | 4       | 2:13,54 min | 4      |
| Leander Kress      | Super-G (Stehend)           | —            | —       | —           | —       | 1:10,86 min | 4      |
| Leander Kress      | Riesenslalom (Stehend)      | 1:112,18 min | 5       | 1:09,30 min | 5       | 2:21,48 min | 5      |
| Alexander Rauen    | Super-G (Sehbehindert)      | —            | —       | —           | —       | 1:15,34 min | Silber |
| Alexander Rauen    | Riesenslalom (Sehbehindert) | 1:12,84 min  | 2       | 1:10,78 min | 2       | 2:23,62 min | Silber |

### Para Skilanglauf
| Athleten            | Wettbewerbe                          | Qualifikation | Qualifikation | Gesamt      | Gesamt |
| Athleten            | Wettbewerbe                          | Zeit          | Rang          | Zeit        | Rang   |
| ------------------- | ------------------------------------ | ------------- | ------------- | ----------- | ------ |
| Frauen              |                                      |               |               |             |        |
| Johanna Recktenwald | 10 km Freistil (Sehbehindert)        | —             | —             | 26:50,8 min | Silber |
| Johanna Recktenwald | 1 km Sprint klassisch (Sehbehindert) | 4:40,72 min   | 3             | 5:09,1 min  | Silber |
| Leonie Walter       | 10 km Freistil (Sehbehindert)        | —             | —             | 25:37,9 min | Gold   |
| Leonie Walter       | 1 km Sprint klassisch (Sehbehindert) | 1:33,70 min   | 1             | 4:40,3 min  | Gold   |
| Männer              |                                      |               |               |             |        |
| Marco Maier         | 10 km Freistil (Stehend)             | —             | —             | 22:37,3 min | Gold   |
| Marco Maier         | 1 km Sprint klassisch (Stehend)      | 3:50,25 min   | 1             | 4:10,0 min  | Gold   |
| Lennart Volkert     | 10 km Freistil (Sehbehindert)        | —             | —             | 24:17,0 min | Silber |
| Lennart Volkert     | 1 km Sprint klassisch (Sehbehindert) | 3:39,71 min   | 2             | 3:43,3 min  | Silber |

### Ski Alpin
| Athleten          | Wettbewerbe  | 1. Lauf     | 1. Lauf | 2. Lauf     | 2. Lauf | Gesamt      | Gesamt |
| Athleten          | Wettbewerbe  | Zeit        | Rang    | Zeit        | Rang    | Zeit        | Rang   |
| ----------------- | ------------ | ----------- | ------- | ----------- | ------- | ----------- | ------ |
| Frauen            |              |             |         |             |         |             |        |
| Regina Aumann     | Riesenslalom | DNF         | DNF     | DNF         | DNF     | DNF         | DNF    |
| Lilli Dehning     | Kombination  | 1:02,44 min | 7       | 54,73 s     | 23      | 1:57,17 min | 16     |
| Lilli Dehning     | Riesenslalom | 1:09,01 min | 44      | 1:08,57 min | 39      | 2:17,58 min | 39     |
| Lilli Dehning     | Slalom       | DNF         | DNF     | DNF         | DNF     | DNF         | DNF    |
| Lilli Dehning     | Super-G      | —           | —       | —           | —       | 1:03,30 min | 13     |
| Pauline Fischer   | Slalom       | 39,83 s     | 1       | 39,50 s     | 15      | 1:19,33 min | 4      |
| Katharina Haas    | Riesenslalom | 1:05,34 min | 13      | 1:04,78 min | 15      | 2:10,12 min | 12     |
| Katharina Haas    | Slalom       | 41,32 s     | 27      | 39,59 s     | 18      | 1:20,91 min | 23     |
| Viola Thiry       | Riesenslalom | 1:11,17 min | 53      | 1:10,30 min | 46      | 2:21,47 min | 45     |
| Viola Thiry       | Slalom       | DNF         | DNF     | DNF         | DNF     | DNF         | DNF    |
| Männer            |              |             |         |             |         |             |        |
| Raphael Fischer   | Kombination  | 1:02,51 min | 43      | 43,37 s     | 33      | 1:45,88 min | 38     |
| Raphael Fischer   | Riesenslalom | DNF         | DNF     | DNF         | DNF     | DNF         | DNF    |
| Raphael Fischer   | Slalom       | DNF         | DNF     | DNF         | DNF     | DNF         | DNF    |
| Raphael Fischer   | Super-G      | —           | —       | —           | —       | 1:00,72 min | 31     |
| Philipp Schmid    | Kombination  | 1:02,42 min | 42      | 43,20 s     | 32      | 1:45,62 min | 37     |
| Philipp Schmid    | Riesenslalom | DNF         | DNF     | DNF         | DNF     | DNF         | DNF    |
| Philipp Schmid    | Slalom       | 46,37 s     | 47      | DNF         | DNF     | DNF         | DNF    |
| Philipp Schmid    | Super-G      | —           | —       | —           | —       | 1:01,59 min | 36     |
| Daniel Schuller   | Kombination  | 1:04,07 min | 50      | 43,95 s     | 38      | 1:48,02 min | 45     |
| Daniel Schuller   | Riesenslalom | 1:07,54 min | 64      | 1:07,82 min | 56      | 2:15,36 min | 56     |
| Daniel Schuller   | Slalom       | 44,40 s     | 39      | DNF         | DNF     | DNF         | DNF    |
| Daniel Schuller   | Super-G      | —           | —       | —           | —       | 1:02,76 min | 40     |
| Vincent von Steun | Kombination  | 1:02,70 min | 45      | 43,49 s     | 34      | 1:46,19 min | 40     |
| Vincent von Steun | Riesenslalom | 1:05,17 min | 53      | 1:06,05 min | 48      | 2:11,22 min | 48     |
| Vincent von Steun | Slalom       | 45,91 s     | 45      | 43,74 s     | 35      | 1:29,65 min | 34     |
| Vincent von Steun | Super-G      | —           | —       | —           | —       | 1:02,16 min | 37     |

| Athleten                                                    | Wettbewerbe | Achtelfinale | Achtelfinale | Viertelfinale | Viertelfinale | Halbfinale    | Halbfinale    | Finale        | Finale        | Rang |
| Athleten                                                    | Wettbewerbe | Gegner       | Punkte       | Gegner        | Punkte        | Gegner        | Punkte        | Gegner        | Punkte        | Rang |
| ----------------------------------------------------------- | ----------- | ------------ | ------------ | ------------- | ------------- | ------------- | ------------- | ------------- | ------------- | ---- |
| Mixed                                                       |             |              |              |               |               |               |               |               |               |      |
| Katharina Haas Raphael Fischer Lilli Dehning Philipp Schmid | Mannschaft  | Italien      | 1:3          | ausgeschieden | ausgeschieden | ausgeschieden | ausgeschieden | ausgeschieden | ausgeschieden | 9    |

### Skibergsteigen
| Athleten                  | Wettbewerbe   | Qualifikation | Qualifikation | Vorlauf     | Vorlauf | Halbfinale    | Halbfinale    | Finale        | Finale        | Rang   |
| Athleten                  | Wettbewerbe   | Zeit          | Rang          | Zeit        | Rang    | Zeit          | Rang          | Zeit          | Rang          | Rang   |
| ------------------------- | ------------- | ------------- | ------------- | ----------- | ------- | ------------- | ------------- | ------------- | ------------- | ------ |
| Frauen                    |               |               |               |             |         |               |               |               |               |        |
| Sophia Weßling            | Sprint        | 6:15,45 min   | 13            | 5:37,21 min | 3       | 5:20,81 min   | 4             | ausgeschieden | ausgeschieden | 8      |
| Sophia Weßling            | Vertical Race | —             | —             | —           | —       | —             | —             | 17:49,2 min   | 7             | 7      |
| Männer                    |               |               |               |             |         |               |               |               |               |        |
| Felix Gramelsberger       | Sprint        | 4:39,85 min   | 14            | 4:13,79 min | 2       | 4:08,63 min   | 3             | 4:12,96 min   | 3             | Bronze |
| Felix Gramelsberger       | Vertical Race | —             | —             | —           | —       | —             | —             | 13:35,6 min   | 2             | Silber |
| Finn Hösch                | Sprint        | 4:17,90 min   | 1             | 4:12,76 min | 1       | 4:06,38 min   | 1             | 3:59,90 min   | 1             | Gold   |
| Finn Hösch                | Vertical Race | —             | —             | —           | —       | —             | —             | 14:21,3 min   | 9             | 9      |
| David Sambale             | Sprint        | 4:38,24 min   | 12            | 4:40,71 min | 5       | ausgeschieden | ausgeschieden | ausgeschieden | ausgeschieden | 21     |
| David Sambale             | Vertical Race | —             | —             | —           | —       | —             | —             | DNS           | DNS           | DNS    |
| Mixed                     |               |               |               |             |         |               |               |               |               |        |
| Sophia Weßling Finn Hösch | Staffel       | —             | —             | —           | —       | 24:48,05 min  | 2             | 45:58,36 min  | 3             | Bronze |

### Skilanglauf
| Athleten                                               | Wettbewerbe                   | Zeit        | Rang |
| ------------------------------------------------------ | ----------------------------- | ----------- | ---- |
| Frauen                                                 |                               |             |      |
| Miriam Reisnecker                                      | 10 km Freistil                | 30:09,4 min | 23   |
| Miriam Reisnecker                                      | 20 km Massenstart klassisch   | DNF         | DNF  |
| Lia Stelter                                            | 10 km Freistil                | 30:32,9 min | 28   |
| Männer                                                 |                               |             |      |
| Marius Bauer                                           | 10 km Freistil                | 25:07,9 min | 14   |
| Tilman Hartlieb                                        | 10 km Freistil                | 25:14,9 min | 16   |
| Tilman Hartlieb                                        | 20 km Massenstart klassisch   | 58:43,5 min | 14   |
| Korbinian Heiland                                      | 10 km Freistil                | DNS         | DNS  |
| Johannes Kuchl                                         | 10 km Freistil                | 26:43,1 min | 57   |
| Johannes Kuchl                                         | 20 km Massenstart klassisch   | DNF         | DNF  |
| Jakob Milz                                             | 10 km Freistil                | 24:51,9 min | 7    |
| Jakob Milz                                             | 20 km Massenstart klassisch   | DNF         | DNF  |
| Urs Müller                                             | 10 km Freistil                | 26:43,1 min | 55   |
| Urs Müller                                             | 20 km Massenstart klassisch   | 1:01:44,5 h | 34   |
| Maxim Cervinka Tilman Hartlieb Jakob Milz Marius Bauer | 4 × 7,5 km klassisch/Freistil | 1:10:40,6 h | 4    |

| Athleten                       | Wettbewerbe         | Qualifikation | Qualifikation | Viertelfinale | Viertelfinale | Halbfinale    | Halbfinale    | Finale        | Finale        | Rang          |
| Athleten                       | Wettbewerbe         | Zeit          | Rang          | Zeit          | Rang          | Zeit          | Rang          | Zeit          | Rang          | Rang          |
| ------------------------------ | ------------------- | ------------- | ------------- | ------------- | ------------- | ------------- | ------------- | ------------- | ------------- | ------------- |
| Frauen                         |                     |               |               |               |               |               |               |               |               |               |
| Miriam Reisnecker              | Sprint klassisch    | 3:39,34 min   | 13            | 3:34,93 min   | 2             | 3:37,50 min   | 5             | ausgeschieden | ausgeschieden | 10            |
| Lia Stelter                    | Sprint klassisch    | 3:54,51 min   | 30            | 3:38,51 min   | 5             | ausgeschieden | ausgeschieden | ausgeschieden | ausgeschieden | 25            |
| Männer                         |                     |               |               |               |               |               |               |               |               |               |
| Marius Bauer                   | Sprint klassisch    | 3:04,48 min   | 10            | 2:58,50 min   | 3             | 3:01,91 min   | 2             | 3:10,64 min   | 6             | 6             |
| Maxim Cervinka                 | Sprint klassisch    | 3:01,80 min   | 4             | 2:59,31 min   | 2             | 3:00,87 min   | 5             | ausgeschieden | ausgeschieden | 9             |
| Johannes Kuchl                 | Sprint klassisch    | 3:28,58 min   | 69            | ausgeschieden | ausgeschieden | ausgeschieden | ausgeschieden | ausgeschieden | ausgeschieden | 69            |
| Jakob Milz                     | Sprint klassisch    | YC            | YC            | ausgeschieden | ausgeschieden | ausgeschieden | ausgeschieden | ausgeschieden | ausgeschieden | ausgeschieden |
| Urs Müller                     | Sprint klassisch    | 3:24,06 min   | 65            | ausgeschieden | ausgeschieden | ausgeschieden | ausgeschieden | ausgeschieden | ausgeschieden | 65            |
| Mixed                          |                     |               |               |               |               |               |               |               |               |               |
| Miriam Reisnecker Marius Bauer | Teamsprint Freistil | 7:04,82 min   | 2             | —             | —             | —             | —             | 22:46,41 min  | 1             | Gold          |
| Lia Stelter Maxim Cervinka     | Teamsprint Freistil | 7:19,26 min   | 14            | —             | —             | —             | —             | 23:20,01 min  | 10            | 10            |

### Ski-Orientierungslauf
| Athleten                     | Wettbewerbe | Zeit      | Rang |
| ---------------------------- | ----------- | --------- | ---- |
| Frauen                       |             |           |      |
| Pia Buchholz                 | Sprint      | 18:56 min | 28   |
| Wenke Heinemann              | Sprint      | 14:21 min | 9    |
| Männer                       |             |           |      |
| Tom Buchholz                 | Sprint      | 15:27 min | 21   |
| Mixed                        |             |           |      |
| Wenke Heinemann Tom Buchholz | Staffel     | 50:50 min | 10   |

### Snowboard
| Athleten     | Wettbewerbe | Qualifikation | Qualifikation | Finale | Finale | Rang   |
| Athleten     | Wettbewerbe | Punkte        | Rang          | Punkte | Rang   | Rang   |
| ------------ | ----------- | ------------- | ------------- | ------ | ------ | ------ |
| Männer       |             |               |               |        |        |        |
| Moritz Breu  | Big Air     | 89,25         | 3             | 91,00  | 3      | Bronze |
| Moritz Breu  | Slopestyle  | 84,50         | 3             | 78,75  | 5      | 5      |
| Leopold Frey | Big Air     | 72,75         | 10            | 55,75  | 9      | 9      |
| Leopold Frey | Slopestyle  | 64,00         | 10            | 68,50  | 7      | 7      |

| Athleten        | Wettbewerbe           | Qualifikation | Qualifikation | Achtelfinale  | Achtelfinale  | Viertelfinale | Viertelfinale | Halbfinale    | Halbfinale    | Finale/Platz 3 | Finale/Platz 3 | Rang |
| Athleten        | Wettbewerbe           | Zeit          | Rang          | Gegner        | Zeit          | Gegner        | Zeit          | Gegner        | Zeit          | Gegner         | Zeit           | Rang |
| --------------- | --------------------- | ------------- | ------------- | ------------- | ------------- | ------------- | ------------- | ------------- | ------------- | -------------- | -------------- | ---- |
| Männer          |                       |               |               |               |               |               |               |               |               |                |                |      |
| Cosmo Taniguchi | Parallel-Riesenslalom | 1:18,21 min   | 22            | ausgeschieden | ausgeschieden | ausgeschieden | ausgeschieden | ausgeschieden | ausgeschieden | ausgeschieden  | ausgeschieden  | 22   |
| Cosmo Taniguchi | Parallel-Slalom       | DNF           | 37            | ausgeschieden | ausgeschieden | ausgeschieden | ausgeschieden | ausgeschieden | ausgeschieden | ausgeschieden  | ausgeschieden  | 37   |

| Athleten           | Wettbewerbe    | Platzierungsrunde | Platzierungsrunde | Vorläufe | Vorläufe | Halbfinale    | Finale        | Rang   |
| Athleten           | Wettbewerbe    | Zeit              | Rang              | Punkte   | Rang     | Rang          | Rang          | Rang   |
| ------------------ | -------------- | ----------------- | ----------------- | -------- | -------- | ------------- | ------------- | ------ |
| Männer             |                |                   |                   |          |          |               |               |        |
| Niels Conradt      | Snowboardcross | DNF               | DNF               | 9        | 12       | ausgeschieden | ausgeschieden | 24     |
| Fillip Freudenberg | Snowboardcross | 32,71 s           | 18                | 13       | 8        | ausgeschieden | ausgeschieden | 14     |
| Umito Kirchwehm    | Snowboardcross | 31,93 s           | 8                 | 19       | 2        | 2             | 3             | Bronze |
| Moritz Metzger     | Snowboardcross | 33,42 s           | 21                | 10       | 12       | ausgeschieden | ausgeschieden | 23     |